# Media Luna (Toa Baja)
Media Luna es un barrio ubicado en el municipio de Toa Baja en el estado libre asociado de Puerto Rico. En el Censo de 2010 tenía una población de 12221 habitantes y una densidad poblacional de 796,65 personas por km².

## Geografía
Media Luna se encuentra ubicado en las coordenadas 18°25′27″N 66°14′40″O / 18.42417, -66.24444. Según la Oficina del Censo de los Estados Unidos, Media Luna tiene una superficie total de 15.34 km², de la cual 15.19 km² corresponden a tierra firme y (0.98%) 0.15 km² es agua.

## Demografía
Según el censo de 2010, había 12221 personas residiendo en Media Luna. La densidad de población era de 796,65 hab./km². De los 12221 habitantes, Media Luna estaba compuesto por el 66.15% blancos, el 18.25% eran afroamericanos, el 0.71% eran amerindios, el 0.26% eran asiáticos, el 11.38% eran de otras razas y el 3.25% pertenecían a dos o más razas. Del total de la población el 99.29% eran hispanos o latinos de cualquier raza.